# Tordibetto
Tordibetto è una frazione del comune di Assisi (PG).
Si trova a 255 m s.l.m., 5 km a nord-ovest di Assisi. Il paese si sviluppa a partire da un castello posto a difesa di Assisi (intorno alla metà del XIII secolo).
Conta 509 residenti (2017), e dunque è una località del contado assisiate a media densità abitativa.

## Storia
Il castello di Tordibetto, uno dei meglio conservati dell'intero territorio comunale, all'inizio non era altro che una torre di proprietà di un certo Bectus Menneci, costruita per immagazzinare il frumento. Tale torre venne poi ampliata in un vero e proprio castello nel XIV secolo e, da ultimo, verso la metà del XV secolo, quando la struttura assunse la forma attuale, con quattro possenti torri che dominano la valle sottostante.
Fino a tutto il secolo XV il castello era alle dipendenze di quello di Beviglie, località a 295 m s.l.m., inglobata all'interno dei confini della frazione di Tordibetto, dove secondo la leggenda si troverebbe un eremo di San Francesco e dove è nato Frate Elia, il costruttore del Sacro Convento di S. Francesco in Assisi.

## Economia e manifestazioni
L'artigianato locale è famoso per i ricami su tela, realizzati con il tradizionale punto francescano. A livello gastronomico vanno ricordati i frascarelli, una particolare pasta a base di farina e acqua. Per quanto concerne l'agricoltura, la coltivazione dell'olivo e la produzione dell'olio rivestono una buona importanza, assieme, ovviamente, a spiccate vocazioni agrituristiche.
Tordibetto è stato il primo paese in Italia ad aver celebrato, nel lontano 1957, la Festa della Mamma su iniziativa del parroco del tempo, don Otello Migliosi: da allora, ogni anno, il paese si accende di entusiasmi e di iniziative, dai toni popolari e familiari, e comunque sempre intimamente vissuti. Tra le altre manifestazioni ricordiamo la processione dell'Ascensione, dalla chiesa di San Bernardino alla chiesa dell'Immacolata Concezione, sita nel castello di Beviglie, (vd. infra) e la festa dell'Esaltazione della Santa Croce, presso la chiesa del SS. Crocifisso. Il 6 gennaio si tiene la suggestiva cerimonia del Bacio del Bambino, con la partecipazione di tutta la comunità parrocchiale e in special modo dei bambini, ai quali è riservato un gradito dono. Il 7 dicembre si rinnova la tradizione dei focaracci, cioè grandi falò in onore dell'Immacolata Concezione, accesi al suono dell'Ave Maria della sera, mentre a novembre si tiene la Festa di S. Martino.

## Monumenti e luoghi d'arte

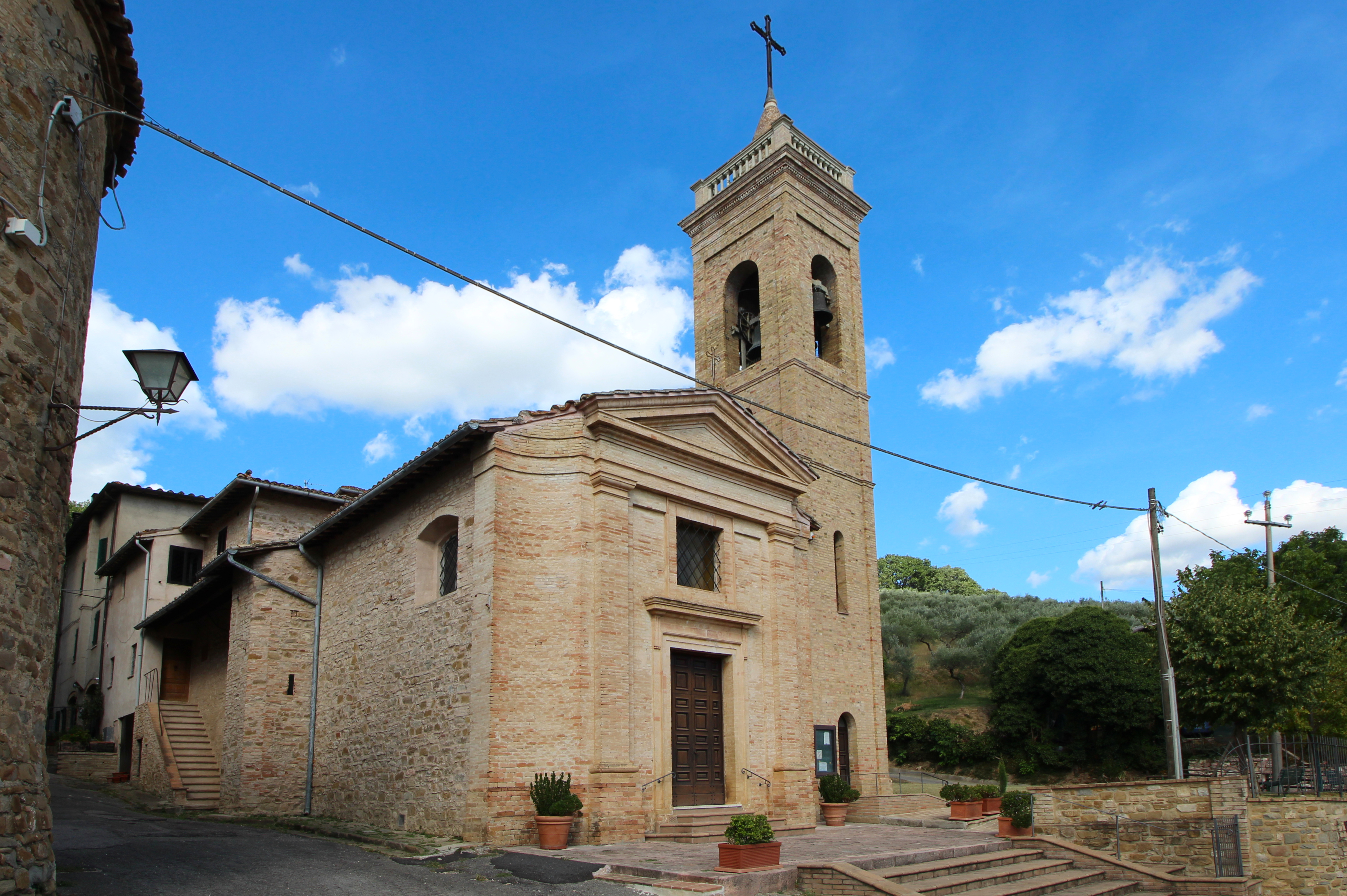
La chiesa di San Bernardino da Siena

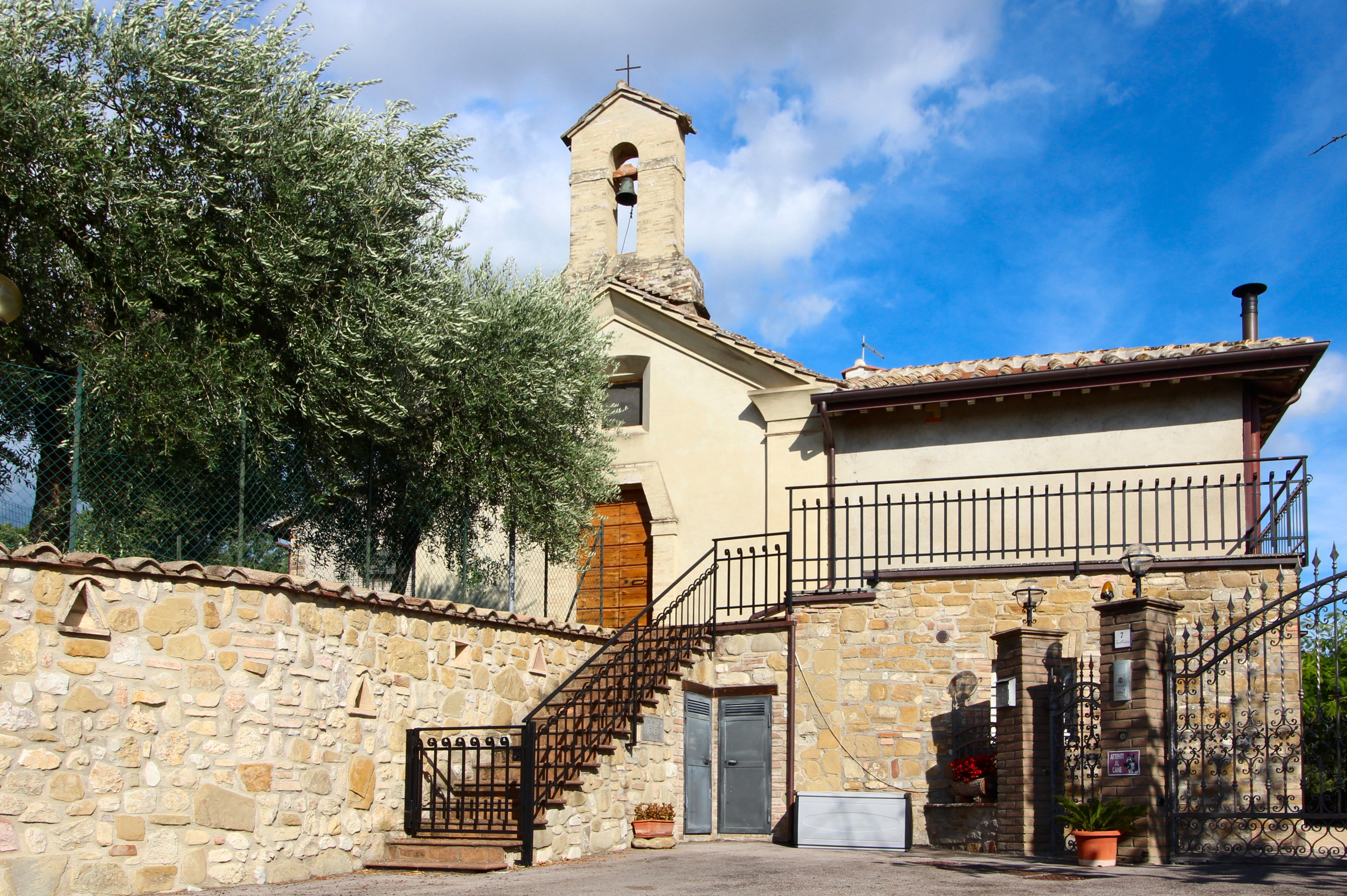
La chiesa del Santissimo Crocifisso

- Il Castello di Betto di Menico, con ancora ben visibili le mura, il fossato e il ponte levatoio; a pianta quadrangolare, è incorniciato da quattro torri circolari; in una sala privata - adibita a mulino fino a pochi anni fa -, è stato scoperto un affresco di Matteo da Gualdo raffigurante San Rocco, ed altri affreschi stanno venendo lentamente alla luce.
- Chiesa di San Bernardino da Siena (XVI secolo), collocata al di fuori delle mura. Venne ampliata nel 1797 in forme neoclassiche; conserva all'interno due pitture dell'anconetano Francesco Appiani: una con la Vergine con San Francesco, Santa Chiara, San Bernardino e un Santo vescovo, ed un'altra con la Vergine con San Biagio che intercede per le anime del Purgatorio (quest'ultima proveniente dalla locale chiesa di S. Biagio). In chiesa è anche una Vergine del Rosario di Benedetto Bandiera, datata 1607 (già pala d'altare dell'oratorio di S. Bernardino in Castro, successivamente scomparso), una tela seicentesca raffigurante la Vergine con San Bernardino e San Michele Arcangelo; il soffitto è decorato da quattro tele raffiguranti Fede, Speranza, Carità e l'Eterno in gloria. Altri quattro tondi circolari, ai lati della chiesa, raffigurano San Francesco, Santa Chiara, San Rufino e un Santo vescovo. L'intero ciclo pittorico è stato restaurato tra il  2007 e il 2008. Tra gli arredi della chiesa segnaliamo un prezioso organo del Settecento, restaurato nel 2001 dall'organaro perugino Eugenio Becchetti, e una statua lignea della Vergine del Rosario, della metà dell'Ottocento.
- Chiesa del Santissimo Crocifisso, (XVI secolo), nei pressi del Parco della Mamma (vd. infra). Vi si trovano due affreschi cinquecenteschi: una Santa Croce ed una Vergine col Bambino.
- Parco della Mamma, sorto nel 1970 in occasione dei festeggiamenti per il 14º anniversario della Festa della Mamma, si sviluppa intorno ad una statua bronzea raffigurante la Maternità, opera dello scultore Enrico Manfrini. In occasione dei lavori per la realizzazione del parco sono emersi i resti della chiesa di S. Maria di Vico, di epoca altomedievale, citata in molti documenti di archivio ma - fino ad allora - di impossibile ubicazione. 300metri dal centro storico in direzione Assisi.
- Chiesa di San Biagio (1734), di proprietà privata, ha riportato gravissimi danni in seguito al terremoto del 1984 e a quello del 1997. Oltre alla succitata pala d'altare dell'Appiani, vi si conservava fino al 1987 un ciclo di tele di Francesco Curradi, a suo tempo vendute dalla proprietaria dell'immobile alla Provincia di Perugia, che le ha restaurate ed esposte in un'ampia sala. L'edificio attende ancora un intervento di straordinaria manutenzione che ne tuteli l'integrità.
- Il Castello di Beviglie, a pianta quadrangolare e in una posizione panoramica invidiabile, conserva ancora due delle quattro torri circolari originarie. Le sue origini risalgono al secolo XIII.
- Chiesa dell'Immacolata Concezione (XVI secolo), sita nel castello di Beviglie: conserva all'interno un ciclo di affreschi cinquecenteschi raffiguranti una Vergine col Bambino con San Francesco e San Sebastiano. Dal sec. XVIII la chiesa è stata ampliata in un'attigua sala (dedicata a S. Giovanni Battista), della quale funge da sacrestia. L'ambiente conserva una tela dell'anconetano Francesco Appiani raffigurante una Vergine col Bambino e San Giovanni Battista. Dopo il terremoto del 1997 la chiesa, di proprietà della parrocchia, è stata restaurata su iniziativa della locale confraternita di San Bernardino da Siena, che gode dell'uso dell'immobile.

## Infrastrutture e trasporti
Tordibetto è servito da una serie autobus che lo collegano sia ad Assisi che a Perugia. Per usufruire del treno occorre recarsi alle vicine stazioni di S. Maria degli Angeli o di Bastia.